# بانتن (شهر)

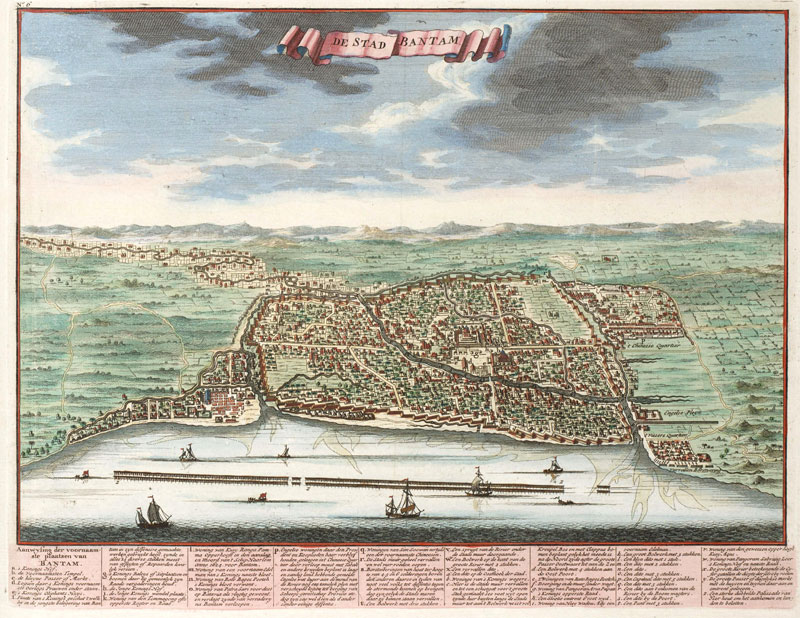
شهر بانتن تصویر نقاشی شده در سال ۱۷۲۴

بانتن (انگلیسی: Banten) یک شهر بندری کوچک واقع در نزدیکی انتهای غربی جاوه در اندونزی است.